# 29. Internationale Sechstagefahrt
Die 29. Internationale Sechstagefahrt war ein Motorrad-Geländesportwettbewerb, der vom 20. bis 25. September 1954 im walisischen Llandrindod Wells sowie der näheren Umgebung stattfand. Die Nationalmannschaft der Tschechoslowakei konnte zum dritten Mal die World Trophy gewinnen. Die Silbervase ging zum vierten Mal an die Niederlande.

## Wettkampf

### Organisation
Die Veranstaltung fand bereits zum sechsten Mal in Llandrindod Wells statt, nachdem bereits die 15. (1933), 19. (1937), 20. (1938), 24. (1949) und 25. Internationale Sechstagefahrt (1950) hier ausgetragen wurden.
Um die World Trophy fuhren Mannschaften aus sechs Nationen. Zudem waren 19 Silbervasen-, 27 Fabrik- und 31 Club-Mannschaften am Start.
Die BRD nahm an der World Trophy sowie mit zwei Silbervasenmannschaften teil. Österreich war mit einer World-Trophy- und einer Silbervasenmannschaft am Start. Zudem nahmen fünf bundesdeutsche Clubmannschaften teil.

### 1. Tag
In der ersten Tagesetappe waren 238,5 mi (383,8 km) zu fahren.
Nach dem ersten Fahrtag waren in der World Trophy die Mannschaften Österreichs, der BRD, Großbritanniens, Italiens und Schwedens noch ohne Strafpunkte und lagen gleichauf. In der tschechoslowakischen Mannschaft kollidierte Bohuslav Roučka mit einem weiteren Teilnehmer und konnte mit beschädigtem Vorderrad nicht weiterfahren, was vorerst 100 Strafpunkte und den 6. Platz für das Team bedeutete.
In der Silbervasenwertung waren die Mannschaften der Tschechoslowakei (A), der BRD (A), Großbritanniens (A und B), der Niederlande (B), Irlands (A), Italiens (A und B) und Schwedens (A und B) strafpunktfrei und lagen gleichauf. Die B-Mannschaft der BRD lag gleichauf mit einer weiteren Mannschaft auf dem 11. Platz. Österreich belegte Platz 13.

### 2. Tag
Die Strecke des zweiten Tages war identisch des Vortags, war jedoch in entgegengesetzter Richtung zu befahren.
Der am Vortag ausgeschiedene Bohuslav Roučka durfte mit repariertem Motorrad wieder an der Start gehen. Zu verdanken hatte er dies einer Juryentscheidung: Am ersten Tag waren zahlreiche Fahrer aufgrund schlechter Streckenmarkierung zeitweise irrtümlich abseits der Route unterwegs. Die Jury annullierte die daraus resultierende Zeitüberschreitung aller betroffene Fahrer. Da Roučkas Unfall abseits der Route passiert war, blieb auch er im Wettbewerb.
Für die World Trophy ergab sich somit einer veränderte Wertung: Die Mannschaften Österreichs, der Tschechoslowakei, der BRD, Großbritanniens und Italiens waren noch ohne Strafpunkte und lagen gleichauf. Die Mannschaft Schwedens belegte mit 2 Strafpunkten den 6. Platz.
In der Silbervasenwertung waren die Mannschaften der Tschechoslowakei (A), der BRD (A), Großbritanniens (A und B), der Niederlande (B), Irlands (A), Italiens (A und B) und Schwedens (A) strafpunktfrei und lagen gleichauf. Die B-Mannschaft der BRD lag gleichauf mit einer weiteren Mannschaft auf dem 10. Platz. Österreich belegte Platz 12.

### 3. Tag
Die Strecke des dritten Tages war 214 mi (344 km) lang.
In der World Trophy waren die Mannschaften Österreichs, der Tschechoslowakei, Großbritanniens und Italiens nach wie vor noch ohne Strafpunkte und lagen gleichauf. In der Mannschaft der BRD schied Ulrich Pohl aus, der sich bei einem Unfall mit einem privaten Motorradfahrer den rechten Arm gebrochen hatte. Das Team lag damit auf dem 6. Platz.
In der Silbervasenwertung waren die Mannschaften der Tschechoslowakei (A), der BRD (A), Großbritanniens (A und B), der Niederlande (B), Irlands (A), Italiens (A) und Schwedens (A) strafpunktfrei und lagen gleichauf. Österreich belegte Platz 11. Die Wertung für die B-Mannschaft der BRD war noch in der Schwebe.

### 4. Tag
Die Streckenlänge der Tagesetappe betrug 239 mi (385 km).
Am Ende des vierten Fahrtags waren in der World Trophy die Mannschaften Österreichs, der Tschechoslowakei und Großbritanniens weiter strafpunktfrei und lagen gleichauf. Das deutsche Team lag weiter auf dem 6. Platz.
In der Silbervasenwertung waren die Mannschaften der Tschechoslowakei (A), der BRD (A), Großbritanniens (A und B), der Niederlande (B), Italiens (A) und Schwedens (A) strafpunktfrei und lagen gleichauf. Österreich belegte Platz 9. Die Wertung für die B-Mannschaft der BRD war nach wie vor noch in der Schwebe.

### 5. Tag
Am fünften Tag war die Strecke des Vortags in umgekehrter Richtung zu absolvieren.
Die Zwischenstände nach dem fünften Fahrtag: In der World Trophy waren die Mannschaften der Tschechoslowakei und Großbritanniens weiter ohne Strafpunkte und lagen gleichauf. Den dritten Platz belegte die schwedische Mannschaft. Das österreichische Team belegte den 5., das deutsche Team den 6. Platz.
In der Silbervasenwertung waren die Mannschaften der Tschechoslowakei (A), Großbritanniens (A), der Niederlande (B) und Schwedens (A) strafpunktfrei und lagen gleichauf. Österreich belegte den 8. Platz, die A-Mannschaft der BRD folgte auf Platz 9. Die Wertung für die B-Mannschaft der BRD war noch immer in der Schwebe.

### 6. Tag
Am letzten Tag wurde eine Etappe über 86 mi (138 km) gefahren. Das Abschlussrennen (Geschwindigkeitstest) als letzte Sonderprüfung fand auf dem Madley Aerodrome in der Grafschaft Herefordshire statt. Auf dem dort eingerichteten Rundkurs hatte die Fahrer je nach Klasseneinteilung eine bestimmte Rundenzahl (siehe Tabelle) innerhalb einer Stunde zu absolvieren.
| Klasse     | 100 cm³ | 125 cm³ | 175 cm³ | 250 cm³ | 350 cm³ | 350 cm³ (b) | 500 cm³ | 500 cm³ (b) | 750 cm³ | 750 cm³ (b) | 1000 cm³ | 1200 cm³ (b) |
| ---------- | ------- | ------- | ------- | ------- | ------- | ----------- | ------- | ----------- | ------- | ----------- | -------- | ------------ |
| Rundenzahl | 16      | 18      | 19      | 21      | 22      | 16          | 23      | 19          | 23      | 19          | 23       | 19           |

## Endergebnisse

### World Trophy
| Platz | Team                   | Strafpunkte | Zeitgewinn (a) |
| ----- | ---------------------- | ----------- | -------------- |
| 1.    | Tschechoslowakei       | 0           | 18,56          |
| 2.    | Vereinigtes Königreich | 0           | 16,12          |
| 3.    | Schweden               | 2           | -              |
| 4.    | Italien                | 25          | -              |
| 5.    | Österreich             | 33          | -              |
| 6.    | BR Deutschland         | 442         | -              |

### Silbervase
| Platz | Team                                  | Strafpunkte |
| ----- | ------------------------------------- | ----------- |
| 1.    | Niederlande (B-Mannschaft)            | 0           |
| 2.    | Vereinigtes Königreich (B-Mannschaft) | 6           |
| 2.    | Schweden (A-Mannschaft)               | 6           |
| 4.    | Italien (A-Mannschaft)                | 7           |
| 5.    | Niederlande (A-Mannschaft)            | 12          |
| 6.    | Tschechoslowakei (A-Mannschaft)       | 25          |
| 7.    | Österreich                            | 45          |
| 8.    | Tschechoslowakei (B-Mannschaft)       | 47          |
| 9.    | Vereinigtes Königreich (A-Mannschaft) | 100         |
| 10.   | BR Deutschland (A-Mannschaft)         | 200         |
| 11.   | Irland (A-Mannschaft)                 | 500         |
| 12.   | BR Deutschland (B-Mannschaft)         | 503         |
| 12.   | Schweden (B-Mannschaft)               | 503         |
| 14.   | Italien (B-Mannschaft)                | 601         |
| 15.   | Irland (B-Mannschaft)                 | 629         |
| 16.   | Spanien                               | 1077        |
| 17.   | Belgien                               | 1200        |
| 18.   | Finnland (B-Mannschaft)               | 1244        |
| 19.   | Finnland (A-Mannschaft)               | 1500        |